# Піо Бароха

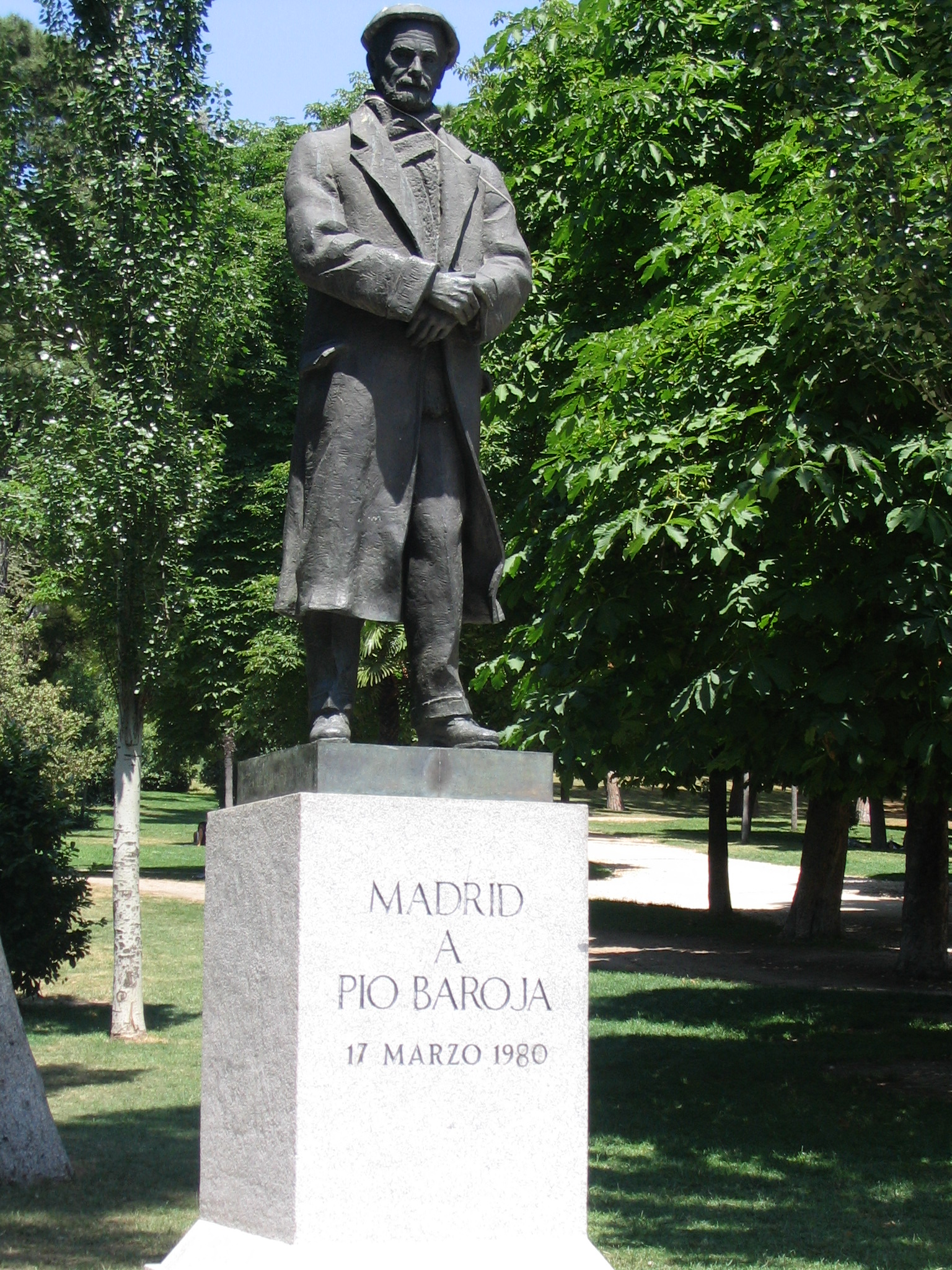
Estatua en memoria a Pío Baroja en el Parque madrileño del Retiro

Пі́о Баро́ха-і-Не́сі (ісп. Pío Baroja y Nessi; *28 грудня 1872 — †30 жовтня 1956) — іспанський письменник-натураліст баскійського походження. Перші його твори з'явилися в 1900. В романах «Боротьба за життя» (1904), «Останні романтики» (1906) та ін. критикував бурж. суспільство монархічної Іспанії, церкву, релігію. З 1913 по 1935 видано серію його історичних романів — «Мемуари людини дії». У політичних поглядах Бароха не був послідовним: не прийнявши Республіки, він разом з тим відмовився підтримати Франко й критикував його політику в галузі культури.